# Årstafruns park

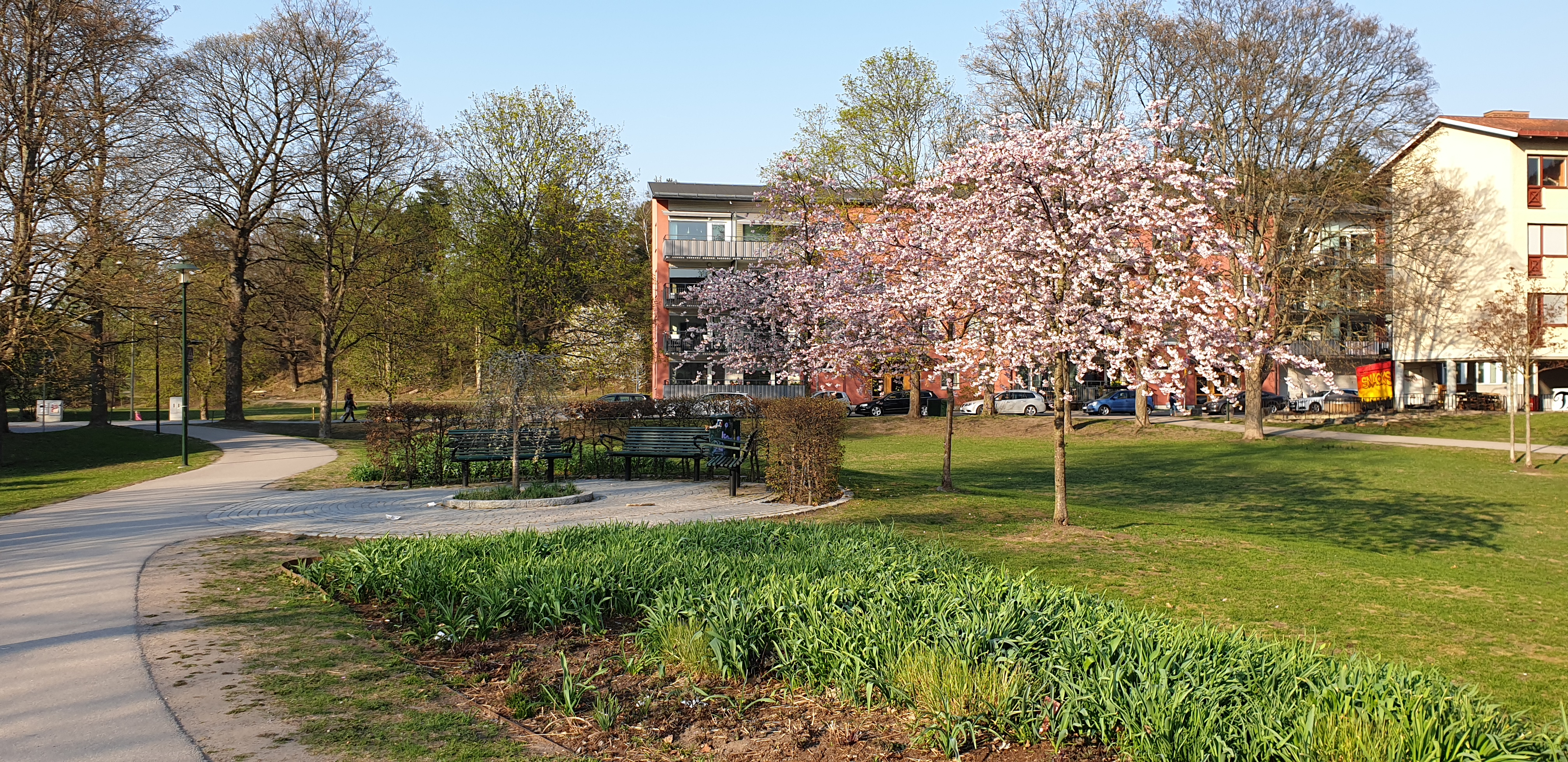
Årstafruns park, april 2019.

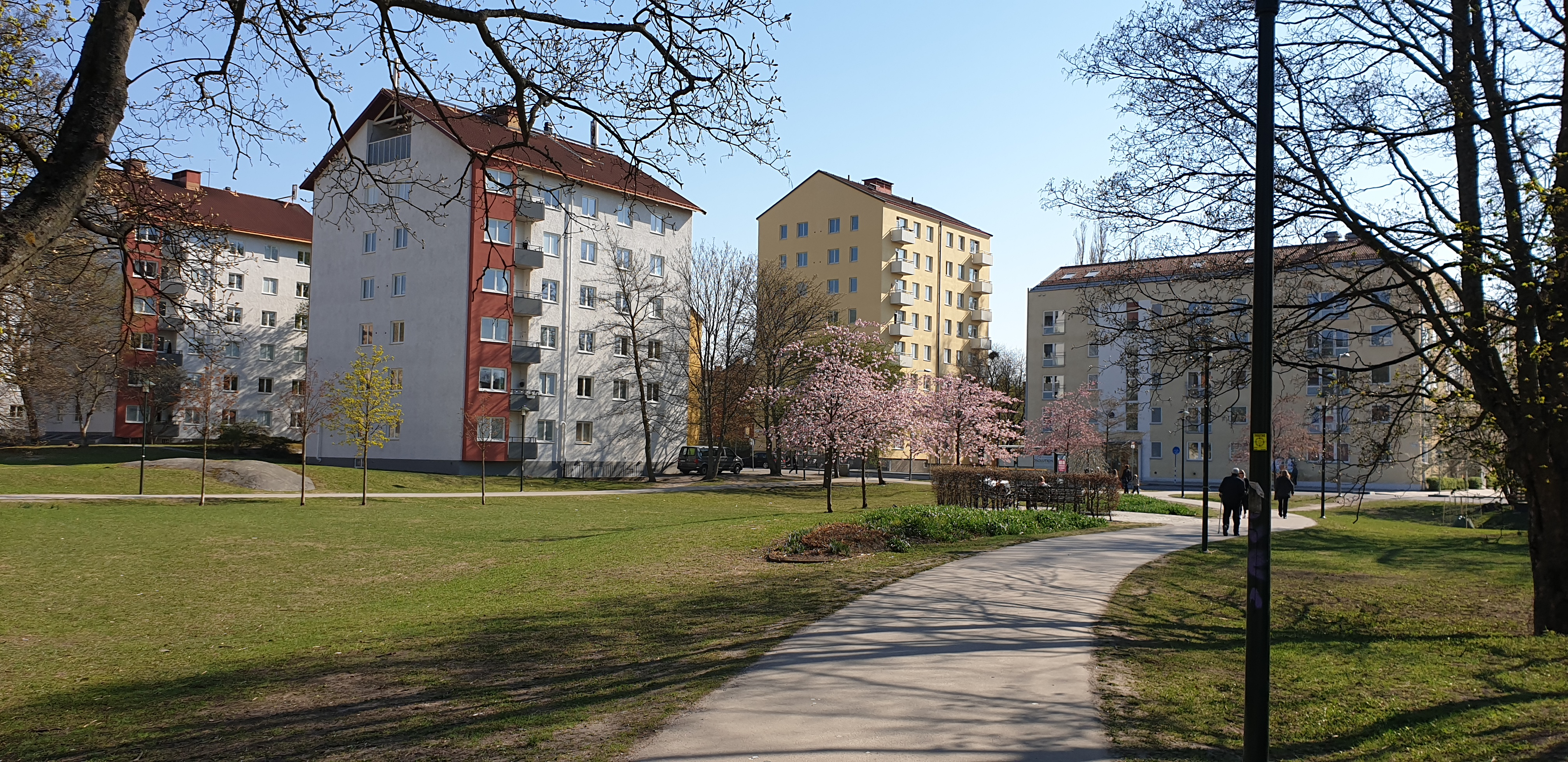
Årstafruns park, april 2019.

Årstafruns park är en park i stadsdelen Årsta i Söderort inom Stockholms kommun. Parken ligger vid korsningen Åmänningevägen/Årstavägen och korsningen Åmänningevägen/Bränningevägen. Den namngavs 2010 efter Årstafrun, Märta Helena Reenstierna som var dagboksförfattare och herrgårdsägare, bosatt på Årsta gård.